# Nipponentomon aureitarsum
Nipponentomon aureitarsum är en urinsektsart som först beskrevs av Ewing 1940.  Nipponentomon aureitarsum ingår i släktet Nipponentomon och familjen lönntrevfotingar. Inga underarter finns listade i Catalogue of Life.